# Kurt Mendel
Kurt Mendel (ur. 27 stycznia 1874 w Pankow (Berlin), zm. 2 lutego 1946 w Berlinie) – niemiecki lekarz neurolog i psychiatra.

## Życiorys
Syn neurologa Emanuela Mendla i Susanne z domu Lindow. Studiował medycynę na Uniwersytecie Fryderyka Wilhelma w Berlinie, Uniwersytecie Georga Augusta w Getyndze i Uniwersytecie Chrystiana Albrechta w Kilonii; tam w 1897 roku otrzymał tytuł doktora medycyny. Od 1899 roku pracował w prowadzonej przez ojca poliklinice w Berlinie. Redaktor a potem wydawca „Neurologisches Centralblatt”. W 1913 roku pracował razem z Aloisem Alzheimerem we Wrocławiu.
Od 1912 przez wiele lat był sekretarzem Gesellschaft Deutscher Nervenärzte.
Żonaty z Elisabeth Müller. W 1938 z powodu wprowadzonych przez nazistów regulacji prawnych stracił prawo wykonywania zawodu. Prawdopodobnie uniknął śmierci dzięki małżeństwu z nie-Żydówką. Zmarł 2 lutego 1946 w Berlinie.

## Dorobek naukowy
Opisał objaw neurologiczny, znany dziś jako objaw Mendla-Bechterewa. W 1910 jako jeden z pierwszych postulował istnienie zjawiska męskiego klimakterium.

## Prace
- Ein Fall von Myasthenia pseudoparalytica gravis. Neurologisches Centralblatt 20, 3, 111-115 (1901)
- Casuistischer Beitrag zur Lehre von der Dystrophia musculorum progressiva. Neurologisches Centralblatt 20, ss. 601-605 (1901)
- Mendel K, Kron J. Ueber die Schlafwirkung des Veronal. Deutsche Medizinische Wochenschrift 29, ss. 608-609 (1903)
- Der Unfall in der Ätiologie der Nervenkrankheiten. Berlin, Karger, 1908
- Mendel K, Adler S. Zur Kenntnis der Meningitis serosa spinalis. Verhandl. d. Berl. med. Gesellsch. 39, ss. 346-363 (1909)
- Die Wechseljahre des Mannes. Neurologisches Centralblatt 29 (20), ss. 1124-1146 (1910)
- Die Paralysie agitans. Berlin, 1911
- Mendel K, Tobias E. Tabische Jungfrauen. Med. Klin. 7, ss. 1654-1656 (1911)
- Die Syphillisätiologie der Frauentabes[6]. (1912)
- Mendel K, Tobias E. Die Tabes der Frauen. Monatschr. f. Psychiat. u. Neurol. 31, ss. 29; 135 (1912)
- Mendel K, Tobias E. Die Basedowsche Krankheit beim Manne. Neurol. Centralbl. 32, ss. 1477-1495 (1913)
- Ueber den Selbstmord bei Unfallverletzten[7]. (1913)
- Metaparalytische psychogene Akinesie. Berl. klin. Wchnschr. 51, ss. 1479 (1914)
- Zur Prophylaxe der Geschlechtskrankheiten im Felde Erwiderung auf den Aufsatz von Prof. Buschke in dieser Wochenschrift 1914 Nr. 48. Deutsche Medizinische Wochenschrift 41, ss. 105-106 (1915)
- Hirnrindenkrampf. Neurol. Centralbl. 36, ss. 11-25 (1917)
- Seltene periphere Nervenlähmungen[8]. (1918)
- Torsionsdystonie (Dystonia musculorum deformans, Torsionsspasmus). Monatschr. f. Psychiat. u. Neurol. (1919)
- Intermittierendes Blindwerden. Neurologisches Centralblatt 39, ss. 503-506 (1920)
- Intermittierendes Hinken. Zentralbl. f. d. ges. Neurol. u. Psychiat. (1921)
- Zur Beurteilung der Steinachschen Verjüngungsoperation. Deutsche Medizinische Wochenschrift 47: 986-989 (1921)
- Intermittierendes Hinken der Aorta und Ihrer Äste[9]. (1922)
- Die Wechseljahre des Mannes (Climacterium virile). Zbl. ges. Neur. Psychiat. 29, ss. 385-93 (1922)
- Goethe und der Impfzwang. Deutsche Medizinische Wochenschrift 49, ss. 557-557 (1923)
- Alexander A, Mendel K. Chronische Quecksilbervergiftung durch langdauernden Gebrauch einer Sommersprossensalbe. Deutsche Medizinische Wochenschrift 49: 1021-1022 (1923)
- Dermoidcyste im Gehirn. Operation. Heilung[10]. (1923)
- Nervöse und psychische Störungen bei Polycythämie. Berlin, 1925
- Schwinden eines schweren hysterischen Symptomenkomplexes nach Kastration. Deutsche Medizinische Wochenschrift  51: 947-949 (1925)
- Nervenkrankheiten. W: Handbuch der sozialen Hygiene, Bd. 2. Berlin, 1926
- Spinale halbseitige Körperlähmung nach elektrischem Unfall. Deutsche Medizinische Wochenschrift 53: 1642-1643 (1927)
- Mendel K; Selberg F. Ueber den diagnostischen Wert und die kortikale Lokalisation des Oppenheimschen Reflexes. Deutsche Medizinische Wochenschrift 53, ss. 2022-2023 (1927)
- Traumatische Spätapoplexie. Medizinische Klinik 25, s. 644 (1929)
- Hirnschädigungen durch elektrische Einwirkung. Elektrotraumatische Encephalomyelosen[11]. (1932)
- Lipodystrophia progressiva[12]. (1933)
- Uber das Corpus restiforme-Syndrom (L. Mann) nach Unfall[13]. (1933)
- Vertigo permanens (Dauerschwindel). Deutsche Medizinische Wochenschrift 59: 960-964 (1933)